# Nicolás María Garelli y Battifora
Nicolau Maria Garelli i Battifora (València, 10 de setembre de 1777 - Madrid, 13 de febrer de 1850) fou un jurista i polític valencià de tendència liberal moderada, que va intervenir de forma destacada en les transformacions legislatives que van desmuntar les Institucions de l'Antic Règim a Espanya durant la primera meitat del segle xix.
Es llicencià en lleis a la Universitat de València. En 1805 va ajudar a Juan del Regueró y Valdelomar en la Novíssima Recopilació de les Lleis d'Espanya, l'últim dels monuments legislatius de l'Antic Règim. En esclatar la Guerra del Francès el 1808 va formar part de la Junta Suprema de Govern del Regne de València i el 1813 de la Junta de Censura. El 1814 assolí la càtedra de dret civil a la Universitat de València. El 1820 i 1822 fou elegit diputat a les Corts Espanyoles i va ocupar el càrrec de ministre de Gracia i Justícia durant el govern de Francisco Martínez de la Rosaen el Trienni liberal (febrer-juliol de 1822). Durant el seu mandat va intentar aprovar la llei que regulava l'extinció dels drets feudals a les senyories i s'oposà a l'existència de societats patriòtiques, cosa que l'enemistà amb bona part de la Cambra. L'octubre de 1822 es va dictar ordre de presó contra ell sota l'acusació de participar en la revolta de la Guàrdia Reial.
El 1833-1836 fou nomenat membre del consell de Regència per Ferran VII i quan Francisco Martínez de la Rosa fou nomenat cap de govern (gener de 1834-febrer de 1835) fou novament ministre de Gràcia i Justícia. Aprofità el seu mandat per a suprimir el Consell de Castella i el Consell d'Estat, per crear el Tribunal Suprem d'Espanya, del que en fou president (1843-1850) i per a firmar comissions per a redactar un codi civil (del que ja en va redactar un projecte el 1821) i reformar el codi penal. També va signar el decret de supressió del Tribunal de la Inquisició de 15 de juliol de 1834; encara que els seus efectes pràctics eren nuls, ja que aquesta institució mancava d'activitat des de feia quinze anys.
Durant aquesta mateixa etapa la seva activitat legislativa es va centrar, amb la col·laboració de Javier de Burgos i el mateix Martínez de la Rosa, en la redacció de l'Estatut Reial de 1834, un text pseudo-constitucional de caràcter eclèctic entre l'absolutisme i el liberalisme, seguint el model francès de carta atorgada (Charte octroyée de 1814); que, al contrari que la Constitució espanyola de 1812, no reconeixia la sobirania nacional. També impulsà una comissió per a la reforma del Codi de comerç, en la que hi nomenà secretari Salustiano de Olózaga Almandoz per recomanació del comte de Toreno També fou senador per Palència el 1837-1838, per València el 1843-1844 i senador vitalici des de 1845.